# Filip I al Castiliei
Filip I supranumit cel Frumos și cel Drept (în spaniolă Felipe el Hermoso; în germană Philipp der Schöne; în franceză Philippe le Beau; în neerlandeză Filips de Schone; n. 22 iunie 1478, Brugge, Franța – d. 25 septembrie 1506, Burgos, Castilia și León, Spania), aparținând Casei de Habsburg, a fost fiul împăratului romano-german Maximilian I. Filip a moștenit mare parte din Ducatul Burgundia de la mama sa, Maria de Burgundia, și prin căsătoria cu Ioana de Castilia, a devenit rege al Castiliei. A fost primul membru al Casei de Habsburg care a domnit în Spania. El nu a moștenit niciodată teritoriile cârmuite de tatăl său.

## Tinerețe

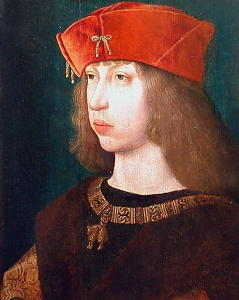
Filip I, Muzeul Luvru, Paris.

Filip s-a născut la Bruges, Flandra (astăzi în Belgia) și a fost numit după străbunicul său, Filip al III-lea, Duce de Burgundia.  În 1482, după decesul mamei sale, Maria de Burgundia, a moștenit Ducatul de Burgundia sub tutela tatălui său (Filip avea patru ani).
A urmat o perioadă de turbulențe cu ostilități sporadice în principal între marile orașe din Flandra (Bruges și Gent) și susținătorii lui Maximilian. Filip a fost prins în vâltoarea evenimentelor și chiar pentru scurt timp a fost sechestrat în Bruges ca parte a campaniei flamande de mărire a autonomiei pe care o obținuse în 1477 de la Maria de Burgundia printr-un acord numit Blijde Inkomst. În 1493, prin Pacea de la Senlis, se convine ca Filip în vârstă de 15 ani va deveni prinț începând cu anul următor.

## Ducatul de Burgundia
În 1494 Maximilian abandonează regența în conformitate cu prevederile Tratatului de la Senlis, iar Filip preia conducerea Ducatului cu toate că, în practică, autoritatea deriva de la Consiliul nobililor din Burgundia. La 20 octombrie 1496, la Lier, Filip s-a căsătorit cu Ioana de Castilia, fiica regelui Ferdinand al II-lea de Aragon și a reginei Isabela I a Castiliei.
Căsătoria a fost una dintr-un set de alianțe dintre Habsburgi și Trastámara menită să consolideze alianța împotriva puterii în creștere a Franței, creștere datorată politicii lui Ludovic al XI-lea al Franței. Problema a devenit mai urgentă după invazia lui Carol al VIII-lea al Franței în Italia (primul război peninsular).
Sora lui Filip, Margareta, s-a căsătorit cu Juan, Prinț de Asturias, unicul fiu al lui Ferdinand și al Isabelei și succesor la coroana unificată a Castiliei și Aragonului.